# God Put a Smile upon Your Face
God Put a Smile upon Your Face è un singolo del gruppo musicale britannico Coldplay, pubblicato il 7 luglio 2003 come quarto estratto dal secondo album in studio A Rush of Blood to the Head.

## Descrizione
God Put a Smile upon Your Face è stato inizialmente pubblicato in via promozionale negli Stati Uniti e in Europa. Successivamente, a partire dal 7 luglio 2003, il singolo è stato commercializzato in Europa, Australia e in alcuni paesi dell'Asia, nei quali è stato pubblicato un maxi singolo contenente numerose b-side.
La copertina dell'album, creata da Sølve Sundsbø, raffigura il bassista Guy Berryman.

## Video musicale
Il videoclip è stato realizzato interamente in bianco e nero per la regia di Jamie Thraves. Thraves aveva precedentemente diretto il video per The Scientist. Il video mostra i membri del gruppo vestiti nero mentre eseguono il brano su sfondo bianco, intervallando le immagini alla storia di un uomo d'affari che inizia gradualmente a scomparire dopo l'incontro con un misterioso uomo scalzo. L'uomo d'affari è interpretato dall'attore inglese Paddy Considine.

## Tracce
CD promozionale (Europa)
1. God Put a Smile upon Your Face – 4:59

CD promozionale (Stati Uniti)
1. God Put a Smile upon Your Face (Edit) – 4:10
2. God Put a Smile upon Your Face (Album Version) – 4:57

CD singolo (Australia)
1. God Put a Smile upon Your Face – 4:56
2. Murder – 5:34
3. Politik (Live) – 6:42
4. Lips Like Sugar (Live) – 4:50 – originariamente interpretata dagli Echo & the Bunnymen

CD singolo (Europa)
1. God Put a Smile upon Your Face – 4:56
2. Murder – 5:34

CD maxi-singolo (Taiwan, Thailandia)
1. God Put a Smile upon Your Face – 4:59
2. Crests of Waves – 3:40
3. Animals – 5:35
4. Murder – 5:37
5. In My Place (Live) – 4:03
6. Yellow (Live) – 5:14
7. Clocks (Video) – 4:18
8. In My Place (Video) – 3:48

## Formazione
Gruppo
- Chris Martin – voce, pianoforte, chitarra acustica, arrangiamento strumenti ad arco
- Jonny Buckland – chitarra elettrica, cori, arrangiamento strumenti ad arco
- Guy Berryman – basso, cori, arrangiamento strumenti ad arco
- Will Champion – batteria, percussioni, cori, arrangiamento strumenti ad arco

Altri musicisti
- Audrey Riley – arrangiamento strumenti ad arco, strumenti ad arco
- Chris Tombling – strumenti ad arco
- Richard George – strumenti ad arco
- Leo Payne – strumenti ad arco
- Laura Melhewish – strumenti ad arco
- Susan Dench – strumenti ad arco
- Peter Lale – strumenti ad arco
- Ann Lines – strumenti ad arco

Produzione
- Ken Nelson – produzione, registrazione, ingegneria del suono, missaggio
- Coldplay – produzione, missaggio
- Mark Phythian – produzione aggiuntiva, registrazione, missaggio
- Rik Simpson – ingegneria del suono aggiuntiva
- Jon Withnal – assistenza tecnica
- Ben Thackeray – assistenza tecnica
- Jon Bailey – assistenza tecnica
- Andrea Wright – assistenza tecnica
- Danton Supple – missaggio
- George Marino – mastering